# Alexz Wigg
Alexz Wigg (Aylesbury, 11 november 1989) is een Engels internationaal trialrijder.
Wigg werd geboren in Aylesbury, Buckinghamshire en begon met trial op vierjarige leeftijd. In 2006 werd hij op GasGas Europees juniorenkampioen en jeugdkampioen op wereldniveau. Een jaar later reed hij voor het junioren wereldkampioenschap en eindigde als tweede, een prestatie die hij een jaar later herhaalde. In 2010 won hij op Beta de felbegeerde juniorentitel, en in dat jaar won hij tevens de Europese titel en boekte hij de eerste plaats in de Scottish Six Days Trial.
In 2011 is Wigg gecontracteerd door Sherco voor het wereldkampioenschap maar dat leverde geen overweldigend resultaat op. in 2012 besloot hij derhalve weer voor GasGas te gaan rijden.